# Vignanello
Vignanello ist eine italienische Gemeinde (comune) mit 4293 Einwohnern (Stand 31. Dezember 2023) in der Provinz Viterbo, Region Latium.

## Geographie

### Lage
Vignanello liegt 66 km nördlich von Rom und 20 km östlich von Viterbo.
Der Ort befindet sich in den Monti Cimini nordöstlich des Vicosees. Er ist Mitglied der Comunità Montana dei Cimini.
Die Nachbargemeinden sind Corchiano, Fabrica di Roma, Gallese, Soriano nel Cimino, Vallerano und Vasanello.

### Verkehr
Vignanello liegt 16 km von Orte entfernt, wo sich der nächste Anschluss an der Autobahn A1 Autostrada del Sole von Rom nach Mailand befindet. 
Es hat einen Bahnhof an der Bahnstrecke Roma Flaminio–Viterbo.

## Geschichte
Im Gebiet von Vignanello ist seit dem 9. Jahrhundert v. Chr. eine Siedlung der Falisker nachgewiesen, die im 3. Jahrhundert v. Chr. im beginnenden Römischen Reich aufging. Im Mittelalter war Vignanello unter der Herrschaft der Benediktiner, bis sie Friedrich Barbarossa 1169 der Stadt Viterbo übergab. 1228 wurde es von den Grafen di Vico erobert und wechselte danach häufig im Besitz verschiedener Adelsgeschlechter, bis es 1536 in den Besitz der Familie Marescotti-Ruspoli gelangte, die die Herrschaft über den Ort bis 1816 ausübten. 1870 kam er zum Königreich Italien. 
1707 hielt sich Georg Friedrich Händel auf Einladung von Francesco Ruspoli in Vignanello auf, wo er einige Kantaten komponierte.

## Bevölkerungsentwicklung
| Jahr      | 1881 | 1901 | 1921 | 1936 | 1951 | 1971 | 1991 | 2001 | 2011 | 2021 |
| Einwohner | 3583 | 4061 | 4668 | 5371 | 5878 | 5133 | 4724 | 4705 | 4826 | 4299 |

Quelle: ISTAT

## Politik
Federico Grattarola (PD) wurde im Mai 2003 zum Bürgermeister gewählt und im April 2008 im Amt bestätigt. Seine linke Bürgerliste stellte damals mit 11 von 16 Sitzen die Mehrheit im Gemeinderat. 2013 wurde der bisherige Vizebürgermeister, Vincenzo Grasselli (ebenfalls Partito Democratico), als sein Nachfolger gewählt, doch mit der letzten Wahl am 20. Juni 2018 erhielt Grattarola erneut die Stimmenmehrheit als Bürgermeister.

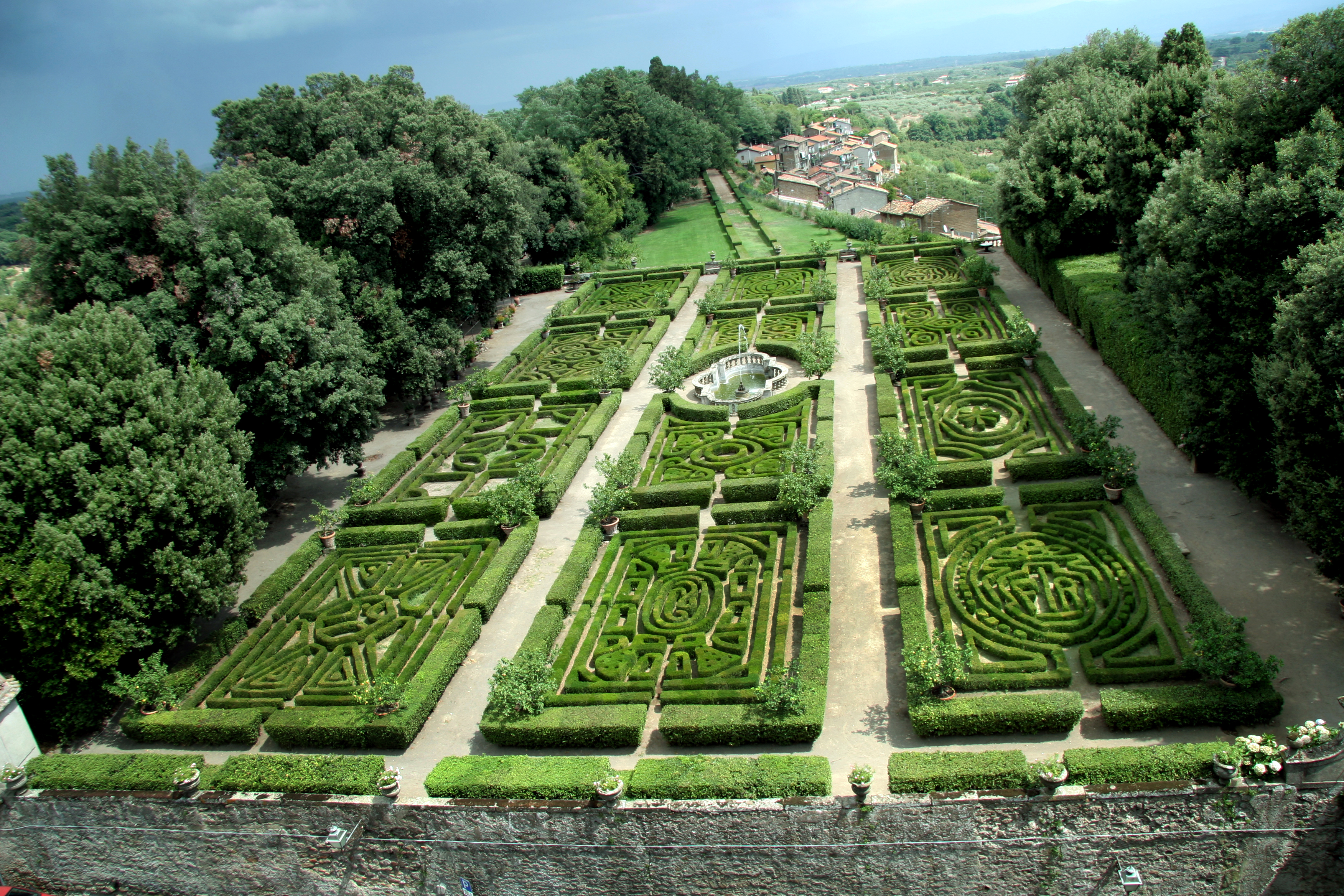
Garten beim Castello Ruspoli

## Sehenswürdigkeiten
- Das Castello Ruspoli (Vignanello) wurde im 16. Jahrhundert über den Resten von Vorgängerbauten errichtet. Ihm ist ein Renaissancegarten angeschlossen.
- Die Kirche Santa Maria della Presentazione wurde 1723–1725 nach Plänen von Giovan Battista Contini errichtet.

## Kulinarische Spezialitäten
Vignanello ist Zentrum des Anbaus von Haselnüssen der Sorte Tonda Gentile Romana DOP.

### Weinbau
Hier und in einigen Nachbarorten (Vasanello, Bassano in Teverina, Corchiano sowie in Teilen der Gemeinden von Soriano nel Cimino, Fabrica di Roma und Gallese) werden Weiß- und Rotweine mit der Bezeichnung Vignanello DOC angebaut, die seit 1992 eine „kontrollierte Herkunftsbezeichnung“ (Denominazione di origine controllata – DOC) besitzen, die zuletzt am 7. März 2014 aktualisiert wurde. Die Weißweine werden überwiegend aus der Rebsorte Trebbiano Toscano, die Rotweine aus Sangiovese und Ciliegiolo gekeltert. Es gibt auch einen Vignanello Greco, der aus mind. 85 % Greco Bianco hergestellt sein muss.

## Persönlichkeiten
- Galeazzo Marescotti (1627–1726), Kardinal der römisch-katholischen Kirche
- Francesco Maria Marescotti Ruspoli (1672–1731), Adliger und Feudalbesitzer
- Francesco Bracci (1879–1967), Kurienkardinal der römisch-katholischen Kirche